# 灰古镇
灰古镇，是中华人民共和国安徽省宿州市埇桥区下辖的一个乡镇级行政单位。

## 行政区划
灰古镇下辖以下地区：
灰古村、李桥村、付湖村、秦圩村、曹庙村、八张村和碾盘村。